# Pointe (usinage)
Pour les articles homonymes, voir Pointe.
Une pointe est une pièce ou un dispositif en usinage, qui peut servir à :
- maintenir la pièce afin d'éviter qu'elle se déforme,
- faire partie d'un montage entre-pointes,

La pointe vient se loger dans un centre préalablement réalisé avec un foret à centrer.

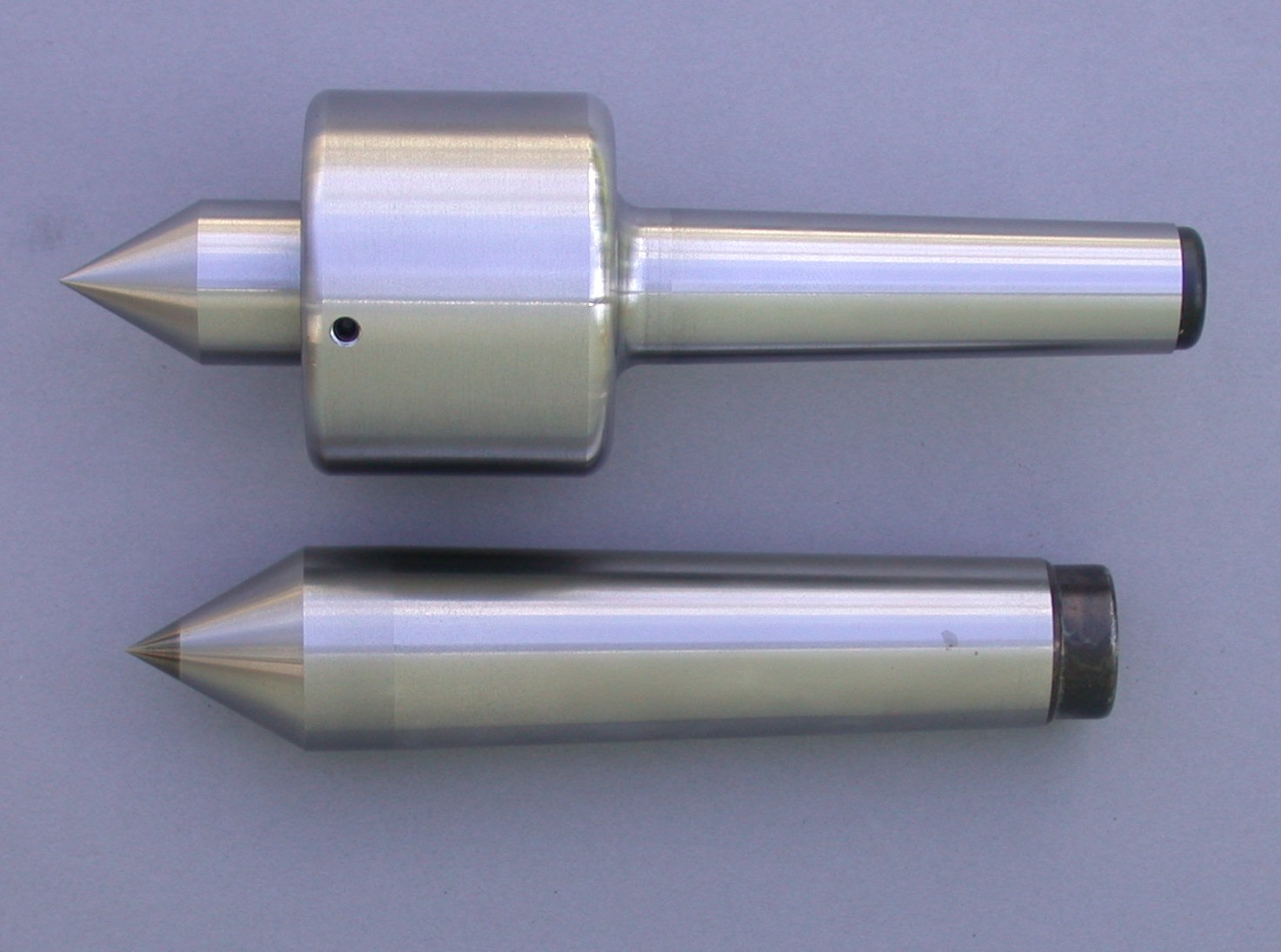
Pointe tournante et pointe fixe.